# 1858 en Lorraine
Chronologie de la Lorraine
- 1854
- 1855
- 1856
- 1857
- 1858
- 1859
- 1860
- 1861
- 1862

Cette page est une liste d'événements qui se sont produits durant l'année 1858 en Lorraine.

## Événements

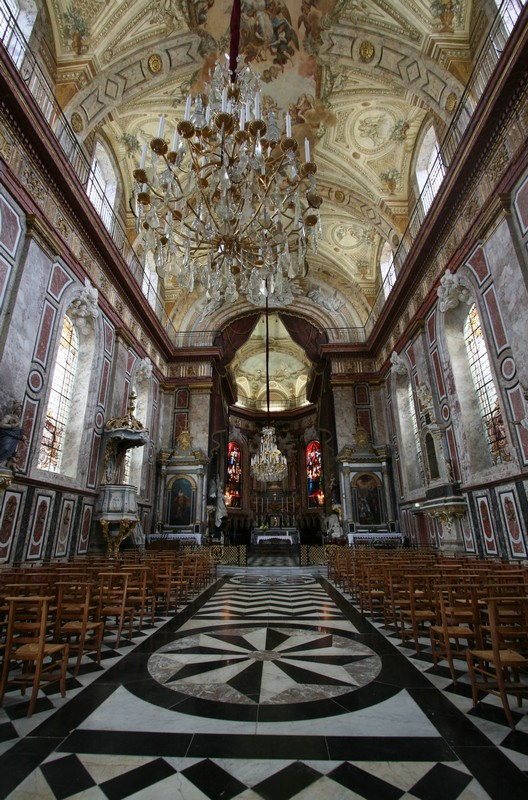
Notre-Dame-de-Bonsecours de Nancy - intérieur

Plan de Metz en 1858

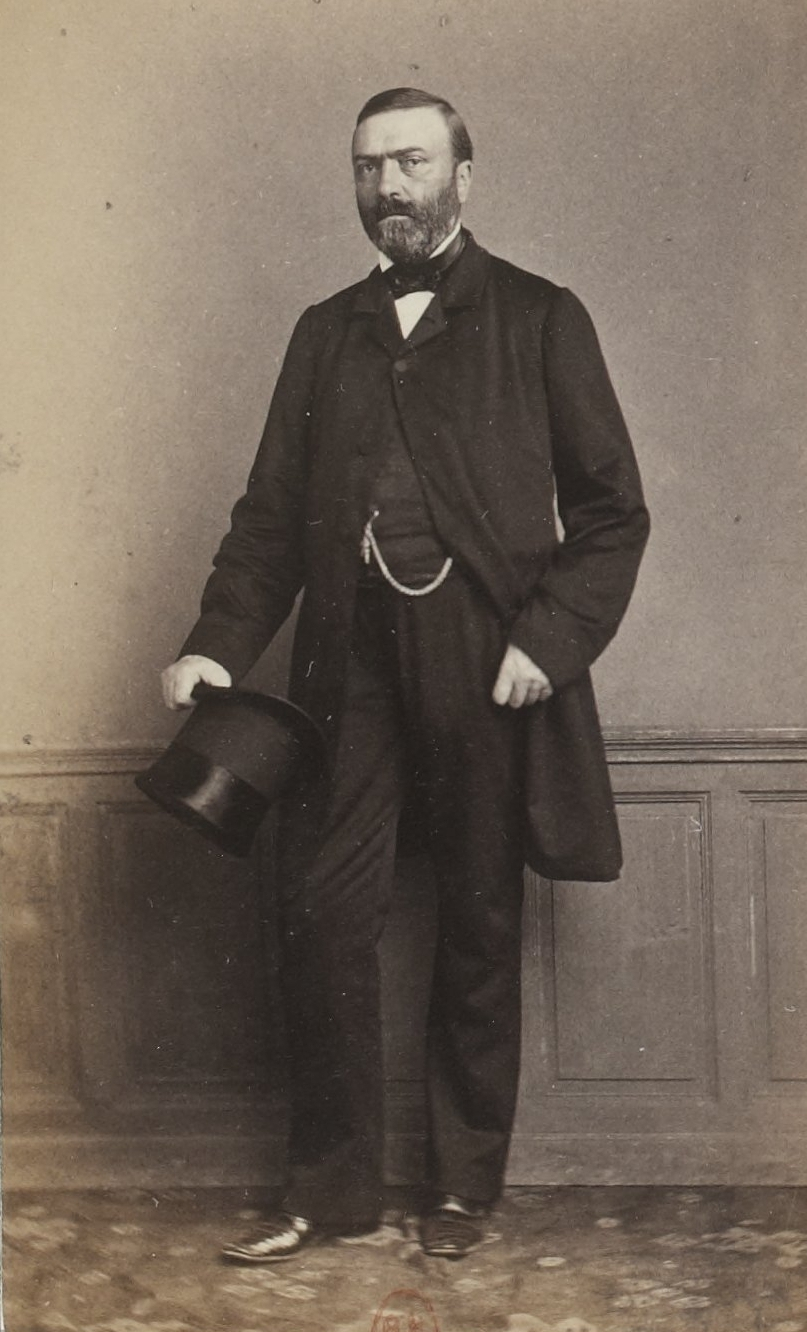
Victor de Benoist

- Réalisation par Cuvillier, avec réemploi d'un retable de la Vierge datant du XVIIIe siècle, du buffet de l'orgue de l'Église Notre-Dame-de-Bonsecours de Nancy[1].
- M. F. Lebrun décrit des échantillons de « basalte et ses minéraux, tufs basaltiques, roches métamorphiques et leurs minéraux » dans son ouvrage intitulé Description des échantillons recueillis à Essey-la-Côte[2]. Il s'agit d'un ancien volcan, un des deux seuls de Lorraine situés en Meurthe-et-Moselle.
- L'usine de Pont-à-Mousson est dotée de son deuxième haut fourneau fonctionnant tantôt au bois, tantôt au coke[3].
- Le siège du commandement militaire de l'Est est fixé à Nancy, les Messins protestent. Nancy voit se succéder les maréchaux Canrobert, Mac Mahon et Bazaine[3].
- Fondation des Papeteries de Clairefontaine à Étival par Jean-Baptiste Bichelberger. La tradition papetière de la région est attestée depuis le XVe siècle[3].
- Une mauvaise récolte de fruits à la suite de la sécheresse conduit un verrier de Meisenthal a fabriquer des boules en verre pour remplacer les décorations traditionnelles du sapin. Ce faisant, il devient l'inventeur d'une tradition universelle[3].

- 26 mars : création de la Société d'histoire et d'archéologie de la Moselle[4]. Ses membres, choisis parmi les meilleurs connaisseurs de l'histoire lorraine ont avec une vive ardeur et beau succès lutté dans l'intérêt du développement de l'histoire du pays et de la conservation de ses monuments historiques.
- 21 juillet : entrevue de Plombières entre Napoléon III et Cavour. Les bases de l'aide française à l'unité italienne sont définies[5].
- 21 novembre : Victor Louis de Benoist, élu député dans la deuxième circonscription de la Meuse[6]. Il intégra alors la partie la plus conservatrice du Corps législatif, dit de la rue de l’Arcade[7], tout en dirigeant en province le conseil général de la Meuse[8].

## Naissances
- 12 avril à Lunéville : Marie Bobillier, morte dans le 6e arrondissement de Paris le 4 novembre 1918, musicologue, critique musicale française, écrivant sous le pseudonyme de Michel Brenet.
- 15 avril à Épinal : David Émile Durkheim, dit Émile Durkheim, mort le 15 novembre 1917 à Paris[9], sociologue français considéré comme l'un des fondateurs de la sociologie moderne.
- 27 mai à Metz : Louis Hestaux (décédé à Nancy en 1919), peintre français.
- 10 juin
  - à Kœnigsmacker : Jean-Vincent Scheil, mort le 21 septembre 1940 à Paris, religieux et archéologue français, célèbre pour avoir découvert et traduit les inscriptions de la stèle du Code de Hammurabi, en Iran.
  - à Metz : Ernest Pantz, décédé à Paris le 22 mai 1940[10], industriel de la construction métallique, maire du 12e arrondissement de Paris de 1900 à 1905[11] et médaille d'or à l'Exposition internationale de Turin en 1911.
- 13 juin à Metz : Charles Delambre, mort le 10 août 1908 à Montreuil-sur-Mer, imprimeur, éditeur et propriétaire de journal, français de Montreuil-sur-Mer dans le département du Pas-de-Calais.
- 15 juin à Carling : Louise Laure Marie Bloch, née Lévy, dite Louise Bloch, morte à Auschwitz, le 4 juin 1944, pour la France, mère de Pierre Abraham et de

Jean-Richard Bloch, et grand-mére de France Bloch-Sérazin.
- 8 juillet à Metz : Henri François Joseph Boudet de Puymaigre (mort en 1940), militaire et homme politique français. Il fut membre de la Commission du Vieux Paris de 1912 à 1940[12].
- 13 juillet à Battigny : Pierre-Juste Cadiot, décédé à Maisons-Alfort le 20 octobre 1934[13], vétérinaire français.
- 12 août à Phalsbourg : Armand Lipman (1858-1935), officier breveté d’état-major, fils de Benjamin Lipman (1819-1886), grand rabbin de Metz puis de Lille.
- 13 août à Nancy : Victor Prouvé, mort le 15 février 1943 à Sétif (Algérie), peintre, sculpteur et graveur français, membre de l'École de Nancy.
- 11 septembre à Vantoux : Léon Zéliqzon, assassiné le 16 mars 1944 à Vandières (Meurthe-et-Moselle), éminent spécialiste du patois lorrain roman.
- 24 septembre à Sarralbe : François Xavier Paul Robert de Schmid (en allemand : Franz de Schmid), décédé en 1915 en Afrique[14], rentier lorrain.
- 26 octobre à Metz : Camille Aderer, morte le 31 décembre 1891 à Paris, peintre portraitiste française.
- 30 octobre à Ceintrey : Léon Epin, mort le 3 juillet 1928 à Montfermeil, archer français.
- 15 novembre à Sarreguemines : Victor Louis Lucien d'Urbal, mort le 29 janvier 1943 à Paris, militaire français pendant la Première Guerre mondiale.
- 25 novembre à Bar-le-Duc : Jacques Onfroy de Bréville, dit Job, dessinateur, caricaturiste et illustrateur français, mort le 15 septembre 1931 à Neuilly-sur-Seine. Son nom d'artiste, « Job », est composé à partir de l'initiale de son prénom usuel Jacques et de celles de son nom de famille, Onfroy de Bréville.
- 28 novembre : Otto Brucks (Brandenburg[15], mort à Metz, 15 janvier 1914) est un chanteur lyrique et compositeur allemand[16]. Il épousa Marie von Wallersee-Larisch, une nièce de l'impératrice d'Autriche Élisabeth de Wittelsbach.
- 2 décembre à Sarreguemines : Émile Loth, 5 janvier 1924 à Paris, homme politique français.

## Décès
- 1 août à Verdun (Meuse) : Gustave Adolphe Briot de Monrémy, homme politique français né le 3 mars 1810 à Neuville-en-Verdunois (Meuse).
- 2 octobre à Bar-le-Duc : Frédéric Lanthonnet, né à Bar-le-Duc (Meuse) le 19 mai 1788[17], militaire français.
- 30 octobre à Metz : Louis Charles Théodore Lemasson est un homme politique français né le 11 janvier 1789 .